# Championnats d'Europe de natation 1962
Navigation
Édition précédente Édition suivante
La 10e édition des Championnats d'Europe de natation se déroule du 18 au 25 août 1962 à Leipzig en Allemagne de l'Est. Le pays accueille pour la première fois de son histoire cet événement organisé par la Ligue européenne de natation. Trois disciplines de la natation — natation sportive, plongeon et water-polo — figurent au programme, composé de 23 épreuves. 

## Tableau des médailles
| Rang  | Nation             | Or | Argent | Bronze | Total |
| ----- | ------------------ | -- | ------ | ------ | ----- |
| 1     | Pays-Bas           | 6  | 5      | 5      | 16    |
| 2     | Allemagne de l'Est | 5  | 5      | 7      | 17    |
| 3     | Union soviétique   | 4  | 4      | 3      | 11    |
| 4     | Royaume-Uni        | 2  | 5      | 2      | 9     |
| 5     | France             | 2  | 1      | 0      | 3     |
| 6     | Hongrie            | 2  | 0      | 3      | 5     |
| 7     | Suède              | 1  | 2      | 2      | 5     |
| 8     | Autriche           | 1  | 0      | 0      | 1     |
| 9     | Espagne            | 0  | 1      | 0      | 1     |
| 9     | Yougoslavie        | 0  | 1      | 0      | 1     |
| Total | Total              | 23 | 24     | 22     | 69    |

## Natation

### Tableau des médailles en natation
| Rang  | Nation             | Or | Argent | Bronze | Total |
| ----- | ------------------ | -- | ------ | ------ | ----- |
| 1     | Pays-Bas           | 6  | 5      | 5      | 16    |
| 2     | Union soviétique   | 4  | 2      | 0      | 6     |
| 3     | Allemagne de l'Est | 3  | 2      | 6      | 11    |
| 4     | France             | 2  | 1      | 0      | 3     |
| 5     | Royaume-Uni        | 1  | 5      | 2      | 8     |
| 6     | Suède              | 1  | 2      | 2      | 5     |
| 7     | Hongrie            | 1  | 0      | 3      | 4     |
| 8     | Espagne            | 0  | 1      | 0      | 1     |
| Total | Total              | 18 | 18     | 18     | 54    |

### Résultats

#### Hommes
| Épreuve           | Or                                                                                 | Argent                                                                            | Bronze                                                                       |
| Nage libre        |                                                                                    |                                                                                   |                                                                              |
| 100 m libre       | Alain Gottvallès (FRA)                                                             | Per-Ola Lindberg (SWE)                                                            | Ronald Kroon (NED)                                                           |
| 400 m libre       | Jan Bontekoe (NED)                                                                 | Hans Rosendahl (SWE)                                                              | Frank Wiegand (GDR)                                                          |
| 1500 m libre      | József Katona (HUN)                                                                | Miguel Torres (en) (ESP)                                                          | Richard Campion (GBR)                                                        |
| Dos               |                                                                                    |                                                                                   |                                                                              |
| 200 m dos         | Leonid Barbier (URS)                                                               | Wolfgang Wagner (GDR)                                                             | Jozsef Csikany (HUN)                                                         |
| Brasse            |                                                                                    |                                                                                   |                                                                              |
| 200 m brasse      | Georgiy Prokopenko (URS)                                                           | Ivan Karetnikov (URS)                                                             | Robert Van Empel (NED)                                                       |
| Papillon          |                                                                                    |                                                                                   |                                                                              |
| 200 m papillon    | Valentin Kuzmin (URS)                                                              | Brian Jenkins (GBR)                                                               | Wolfgang Sieber (GDR)                                                        |
| Quatre Nages      |                                                                                    |                                                                                   |                                                                              |
| 400 m 4 nages     | Gennadiy Androsov (URS)                                                            | Jan Jiskoot (NED)                                                                 | Jürgen Bachmann (GDR)                                                        |
| Relais            |                                                                                    |                                                                                   |                                                                              |
| 4 × 100 m libre   | France Gérard Gropaiz Robert Christophe Jean-Pascal Curtillet Alain Gottvallès     | Royaume-Uni Stanley Clarke Peter Kendrew John Martin-Dye Robert McGregor          | Suède Per-Ola Lindberg Mats Svensson Jan Lundin Bengt-Olof Nordwall          |
| 4 × 200 m libre   | Suède Hans Rosendahl Per-Ola Lindberg Mats Svensson Lars- Erik Bengtsson           | France Gérard Gropaiz Alain Gottvallès Jean-Pascal Curtillet Robert Christophe    | Allemagne de l'Est Joachim Herbst Martin Klink Frank Wiegand Volker Frischke |
| 4 × 100 m 4 nages | Allemagne de l'Est Jurgen Dietze Egon Henninger Horst-Gunther Gregor Frank Wiegand | Union soviétique Veliko Siymar Leonid Kolesnikov Valentin Kuzmin Viktor Konoplyov | Pays-Bas Jan Weeteling Wieger Mensonides Jan Jiskoot Ronald Kroon            |

#### Femmes
| Épreuve           | Or                                                                        | Argent                                                                    | Bronze                                                                          |
| Nage libre        |                                                                           |                                                                           |                                                                                 |
| 100 m libre       | Heidi Pechstein (GDR)                                                     | Diana Wilkinson (GBR)                                                     | Ineke Tigelaar (NED)                                                            |
| 400 m libre       | Adrie Lasterie (NED)                                                      | Ineke Tigelaar (NED)                                                      | Elisabeth Ljunggren (SWE)                                                       |
| Dos               |                                                                           |                                                                           |                                                                                 |
| 100 m dos         | Ria van Velsen (NED)                                                      | Corrie Winkel (NED)                                                       | Veronika Holletz (GDR)                                                          |
| Brasse            |                                                                           |                                                                           |                                                                                 |
| 200 m brasse      | Anita Lonsbrough (GBR)                                                    | Klena Bimolt (NED)                                                        | Ursula Küper (GDR)                                                              |
| Papillon          |                                                                           |                                                                           |                                                                                 |
| 100 m papillon    | Ada Kok (NED)                                                             | Ute Noack (GDR)                                                           | Marianne Heemskerk (NED)                                                        |
| Quatre Nages      |                                                                           |                                                                           |                                                                                 |
| 400 m 4 nages     | Adrie Lasterie (NED)                                                      | Anita Lonsbrough (GBR)                                                    | Márta Egerváry (HUN)                                                            |
| Relais            |                                                                           |                                                                           |                                                                                 |
| 4 × 100 m libre   | Pays-Bas Cocky Gastelaars Adrie Lasterie Erica Terpstra Ineke Tigelaar    | Royaume-Uni Linda Amos Adrienne Brenner Jennifer Thompson Diana Wilkinson | Hongrie Maria Frank Zsuzsa Kovács Csilla Madarasz-Bajnogel Katalin Takacs       |
| 4 × 100 m 4 nages | Allemagne de l'Est Ingrid Schmidt Barbara Göbel Ute Noack Heidi Pechstein | Pays-Bas Ria van Velsen Klena Bimolt Ada Kok Ineke Tigelaar               | Royaume-Uni Linda Ludgrove Anita Lonsbrough Mary-Anne Cotterill Diana Wilkinson |

## Water-polo
| Épreuve | Médaille d'or | Médaille d'argent | Médaille de bronze |
| Hommes  | Hongrie       | Yougoslavie URSS  | non attribuée      |

## Plongeon
| Épreuve         | Médaille d'or       | Médaille d'argent        | Médaille de bronze                 |
| Hommes          |                     |                          |                                    |
| Tremplin de 3 m | Kurt Mrkwicka (AUT) | Hans-Dieter Pophal (GDR) | Boris Polulyakh (URS)              |
| Haut vol à 10 m | Brian Phelps (GBR)  | Rolf Sperling (GDR)      | Gennadiy Galkin (URS)              |
| Femmes          |                     |                          |                                    |
| Tremplin de 3 m | Ingrid Krämer (GDR) | Christiane Lanzke (GDR)  | Natalia Kouznetsova-Lobanova (URS) |
| Haut vol à 10 m | Ingrid Krämer (GDR) | Ninel Krutova (URS)      | Gabriele Schöpe (GDR)              |